# Perry Mason: Una ragazza intraprendente
Perry Mason: Una ragazza intraprendente è un film per la televisione del 1990, diretto dal regista Christian I. Nyby II. 

## Trama
Richard Stuart organizza una partita di poker a Las Vegas. Il suo intento è ripulire i suoi invitati. Stuart non è nuovo a queste cose, in quanto aveva già organizzato altre partite e durante una di queste il fratello di David Benson era rimasto ucciso. David Benson partecipa alla partita con lo scopo di vendicarsi, ma non ne ha l'occasione in quanto Richard Stuart viene ucciso. David viene accusato di omicidio ed arrestato e la figlia di questi, Melanie, che ha seguito il padre sino a Las Vegas, interpella Perry Mason che si trova in città con il suo socio Ken Malansky per un incontro di boxe. Perry conosciuta la verità sui metodi di Stuart, accetta la difesa ed inizia ad indagare sul mistero con Ken e Della Street, ma Melanie, che vuole aiutare, si metterà nei guai diventando il maggior sospettato. Solo alla fine, in tribunale, Perry Mason inchioderà il colpevole.

## curiosità
Robert Culp aveva recitato con William Katt (che in precedenza affinacava Raymond Burr e Barbara Hale) nel telefilm Ralph supermaxieroe; Don Galloway invece era nel cast regolare di Ironside, di cui Raymond Burr fu il protagonista dopo la chiusura della decima stagione di Perry Mason.